# Canarias Airlines
Canarias Airlines (Eigenbezeichnung: CanAir) ist eine 2011 gegründete spanische Fluggesellschaft mit Sitz in San Cristóbal de La Laguna auf Tenerife.

## Flotte
Mit Stand Oktober 2023 besitzt Canarias Airlines 14 Flugzeuge mit einem Durchschnittsalter von 6 Jahren, welche sie alle für Binter Canarias betreibt:
- 14 ATR 72-600

### Ehemalige Flugzeugtypen
- ATR 72-500